# Kamyk (gromada)
Kamyk – dawna gromada, czyli najmniejsza jednostka podziału terytorialnego Polskiej Rzeczypospolitej Ludowej w latach 1954–1972.
Gromady, z gromadzkimi radami narodowymi (GRN) jako organami władzy najniższego stopnia na wsi, funkcjonowały od reformy reorganizującej administrację wiejską przeprowadzonej jesienią 1954 do momentu ich zniesienia z dniem 1 stycznia 1973, tym samym wypierając organizację gminną w latach 1954–1972.
Gromadę Kamyk z siedzibą GRN w Kamyku utworzono – jako jedną z 8759 gromad na obszarze Polski – w powiecie kłobuckim w woj. stalinogrodzkim, na mocy uchwały nr 19/54 WRN w Stalinogrodzie z dnia 5 października 1954. W skład jednostki weszły obszary dotychczasowych gromad Kamyk, Kopiec i Nowa Wieś ze zniesionej gminy Kamyk w tymże powiecie, a także oddziały leśne nr nr 168–200 z Nadleśnictwa Łobodno. Dla gromady ustalono 18 członków gromadzkiej rady narodowej.
20 grudnia 1956 województwo stalinogrodzkie przemianowano (z powrotem) na katowickie.
31 grudnia 1959 do gromady Kamyk włączono obszar zniesionej gromady Biała Górna oraz wsie Gruszewnia i Libidza wraz z przysiółkami Przybyłów i Teofilów ze zniesionej gromady Libidza w tymże powiecie.
31 grudnia 1961 do gromady Kamyk włączono obszar zniesionej gromady Łobodno w tymże powiecie.
Gromada przetrwała do końca 1972 roku, czyli do kolejnej reformy gminnej. 1 stycznia 1973 w powiecie kłobuckim reaktywowano gminę Kamyk.